# Jean-Claude Vaucard
Jean-Claude Vaucard (14 ottobre 1941) è un progettista, ingegnere e pilota di rally francese, noto per aver progettato la 205 T16.

## Biografia

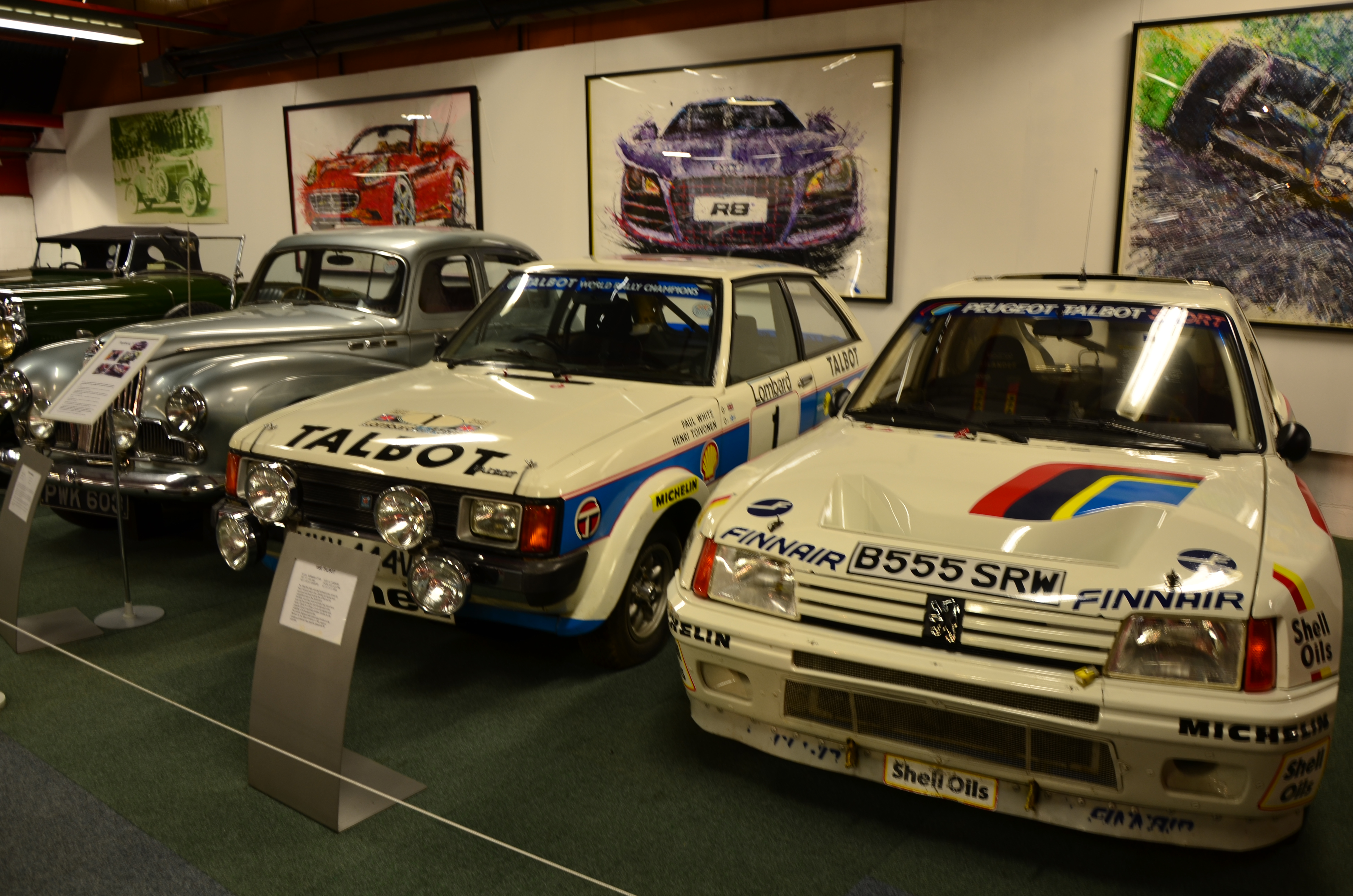
Talbot Sunbeam Lotus e una Peugeot 205 T16

Inizio la carriera da rallista con la Renault 8 Gordini per poi passare alla Proto Simca 1000. In seguito utilizzo una Talbot Sunbeam Lotus, arrivando al rally dei Vosgi secondo nel 1981 e terzo nel 1980; ha anche partecipato al Rally di Lorena (tappa del Campionato Europeo Rally) arrivando 6º nel 1980 e 4° nel 1981. Il suo navigatore era Hubert Arnould.
Partecipò attivamente anche allo sviluppo della Simca 1000 Rallye, come ingegnere e collaudore sul Circuit de Mortefontaine nell'Oise.

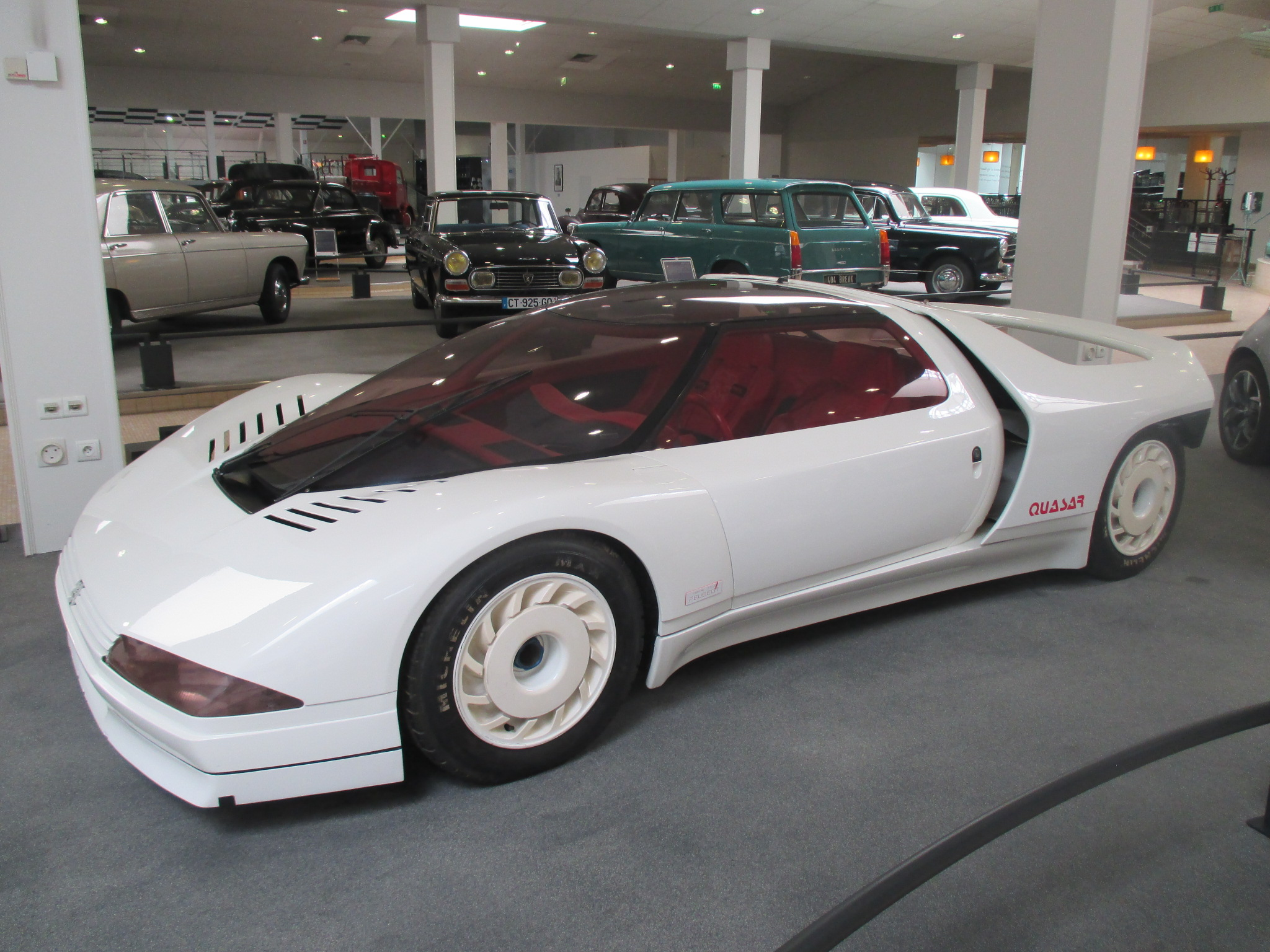
Peugeot Quasar

Grazie a Jean Todt che era ingegnere capo di Peugeot Sport nel rally, lavorò alla realizzazione della Peugeot 205 T16 in particolar modo lo chassis e della Peugeot Quasar, al reparto dedicato al rally-raid, per poi diventare direttore tecnico della Citroën Sport grazie a Guy Fréquelin (in particolare per la realizzazione delle Citroën Xsara Kit Car e Xsara WRC, e poi in parte anche della Citroën C4 WRC). In seguito passò alla Volkswagen, dove nel reparto dedito al Rally Raid progetto la Volkswagen Race Touareg 2, per poi andare sulle Racecar Euro Series, lavorando principalmente all'interno del team JG.

## Modelli progettati
- Simca 1000 Rallye
- Peugeot 205 T16
- Peugeot Quasar
- Citroën Xsara Kit Car
- Citroën Xsara WRC
- Volkswagen Race Touareg 2

## Palmarès
- Vincitore del Campionato rally Francese di 2ª divisione: 1981 su Talbot Sunbeam Lotus della scuderia Talbot Racing Team